# Endeléjia
Endeléjia (en griego Ενδελέχεια, trascrito endeléxeia) es una de las bandas de rock griego más conocidas. Su nombre significa continuidad, persistencia o cuidado y es cognado de la palabra española entelequia.

## Historia
Sus primeros miembros se conocieron a principios de la década de 1980. Su primer disco homónimo lo publicó el sello Eros Music en 1994. Desde entonces han publicado sus discos principalmente en el sello discográfico FM Records.

## Miembros
- Dimítris Mitsotákis (Δημήτρης Μητσοτάκης): letras, batería, voces.
- Dimítris Leondópulos (Δημήτρης Λεοντόπουλος): guitarra acústica.
- Andónis Dimitríu (Αντώνης Δημητρίου): guitarras eléctricas, voces.
- Andréas Vetúdis (Ανδρέας Βαιτούδης): teclado, sonido.
- Yórgos Kulúris (Γιώργος Κουλούρης): bajo.

## Discοgrafía
- 1994. Ενδελέχεια (Endeléjia). Editada por Eros Music.
- 1996. Είναι εδώ... ο,τι είναι και πιο πέρα (Ín' edó... oti íne ke pio pera - Está aquí... lo que es y más). Editada por Eros Music.
- 1997. Βουτιά από ψηλά. (Vutiá apó psilá - Salto deste lo alto). Editada por FM Records.
- 1999. Χάρτινες σαΐτες (Jártines Saítes - Flechas de papel). Editada por FM Records.
- 2001. Στα σύνορα της μέρας (Sta sínora tis meras - En la frontera del día). Editada por FM Records.
- 2003. Μια πεταλούδα που ξεφεύγει (Mia petaluda pu xefevgui - Una mariposa que se va). Editada por FM Records.
- 2005. Μέσα μου κριβόνται άλλοι (Mesa mu krívonde ali - En mí se esconden otros). Editada por FM Records.
- 2008. Σ' ένα μεγάλο αύριο (S'ena megalo ávrio - En un gran mañana). Editada por FM Records.